# Mrtovnjak (Kurba Vela)
Mrtovnjak je nenaseljeni otok u južnom dijelu Kornatskog otočja, na pola puta između Kornata i Žirja. Najbliži otok je Skrižanj Veli, 830 m jugozapadno. 
Površina otoka je 0,1 km2, duljina obalne crte 1,24 km, a visina 42 metra.

## Vanjske poveznice
|  | Zajednički poslužitelj ima još gradiva o temi Mrtovnjak (Kurba Vela) |